# Terapia génica

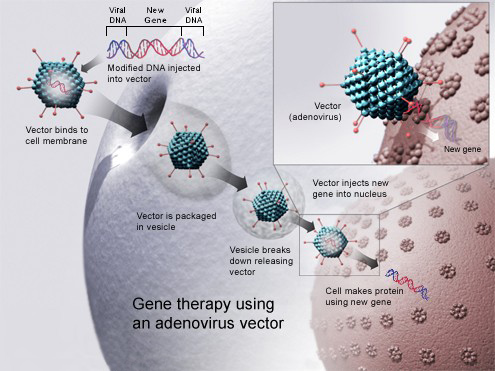
Terapia génica utilizando un vector de adenovirus. En algunos casos, el adenovirus insertará el nuevo gen en una célula. Si el tratamiento tiene éxito, el nuevo gen producirá una proteína funcional para tratar una enfermedad.

La terapia génica se ha desarrollado como un método de acercamiento al tratamiento de las enfermedades humanas, basado en la transferencia de material genético a las células de un individuo.
La finalidad de esta transferencia de material genético es restablecer una función celular que estaba abolida o defectuosa, introducir una nueva función o bien interferir con una función existente. Así, las distintas estrategias de la terapia génica se basan en la combinación de tres elementos clave, el material genético a transferir, el método de transferencia y el tipo celular que incorporará dicho material genético.
Inicialmente la atención se centró en el tratamiento de las enfermedades hereditarias monogénicas, pero posteriormente la mayor parte de los ensayos clínicos (más de cuatrocientos) han abordado el tratamiento del cáncer. 
La terapia génica humana es factible y puede ser útil, pero las herramientas necesitan ser perfeccionadas para que pueda llegar a formar parte del arsenal terapéutico habitual.

## Aplicaciones
- Marcaje génico: El marcaje génico tiene como objetivo, no la curación del paciente, sino hacer un seguimiento de las células, es decir, comprobar si en un determinado sitio del cuerpo están presentes las células específicas que se han marcado. Un ejemplo de ello sería la puesta a punto de vectores para ensayos clínicos, permitiendo, por ejemplo, que en ocasiones en las que un paciente de cáncer (leucemia) y al que se le ha realizado un autotrasplante se pueda saber de donde proceden las células, si son de células trasplantadas o si son células que han sobrevivido al tratamiento.

- Terapia de enfermedades monogénicas hereditarias: Se usa en aquellas enfermedades en las que no se puede realizar o no es eficiente la administración de la proteína deficitaria. Se proporciona el gen defectivo o ausente.

- Terapia de enfermedades adquiridas: Entre este tipo de enfermedades la más destacada es el cáncer. Se usan distintas estrategias, como la inserción de determinados genes suicidas en las células tumorales o la inserción de antígenos tumorales para potenciar la respuesta inmune.

## Tipos de terapia génica
- Terapia génica somática: se realiza sobre las células somáticas de un individuo, por lo que las modificaciones que implique la terapia solo tienen lugar en dicho paciente.

- Terapia in vivo: la transformación celular tiene lugar dentro del paciente al que se le administra la terapia. Consiste en administrarle al paciente un gen a través de un vehículo (por ejemplo un virus), el cual debe localizar las células a infectar. El problema que presenta esta técnica es que es muy difícil conseguir que un vector localice a un único tipo de células diana.
- Terapia ex vivo: la transformación celular se lleva a cabo a partir de una biopsia del tejido del paciente y luego se le trasplantan las células ya transformadas. Como ocurre fuera del cuerpo del paciente, este tipo de terapia es mucho más fácil de llevar a cabo y permite un control mayor de las células infectadas. Esta técnica está casi completamente reducida a células hematopoyéticas pues son células cultivables, constituyendo así un material trasplantable.

- Terapia génica germinal: se realizaría sobre las células germinales del paciente, por lo que los cambios generados por los genes terapéuticos serían hereditarios. No obstante, por cuestiones éticas y jurídicas, esta clase de terapia génica no se lleva a cabo hoy en día.

## Procedimiento
Aunque se han utilizado enfoques muy distintos, en la mayoría de los estudios de terapia génica, una copia del gen funcional se inserta en el genoma para compensar el defectivo. Si esta copia simplemente se introduce en el huésped, se trata de terapia génica de adición. Si tratamos, por medio de la recombinación homóloga, de eliminar la copia defectiva y cambiarla por la funcional, se trata de terapia de sustitución.
Actualmente, el tipo más común de vectores utilizados son los virus, que pueden ser genéticamente alterados para dejar de ser patógenos y portar genes de otros organismos. No obstante, existen otros tipos de vectores de origen no vírico que también han sido utilizados para ello. Así mismo, el ADN puede ser introducido en el paciente mediante métodos físicos (no biológicos) como electroporación, anticuerpos monoclonales, biobalística... Si conocemos la secuencia de ADN que resulta defectuosa en el paciente, podemos retirarla e introducir el material genético para lograr la correcta expresión del gen. Generalmente, se usan un tipo de enzimas que se denominan endonucleasas de restricción. Estas enzimas son capaces de reconocer determinados genes en función de la secuencia de aminoácidos, para posteriormente unirse a ese gen, cortarlo y, posteriormente, introducir el material genético correcto para lograr la expresión del gen. Es un proceso que puede parecer complejo, pero nada más lejos de la realidad ya que solo debemos conocer la secuencia errónea y emplear una endonucleasa de restricción que la reconozca, corte, e introduzca la secuencia génica de interés correcta.
Las células diana del paciente se infectan con el vector (en el caso de que se trate de un virus) o se transforman con el ADN a introducir. Este ADN, una vez dentro de la célula huésped, se transcribe y traduce a una proteína funcional, que va a realizar su función, y, en teoría, a corregir el defecto que causaba la enfermedad.
Una de las nuevas direcciones prometedoras es la creación de materiales activados por genes. Este enfoque combina la ingeniería de tejidos y la terapia génica. En este enfoque, un vector que codifica una proteína específica se une a un material biocompatible. Después de la implantación, el biomaterial sirve como base temporal para la formación de tejido nuevo y el vector transfecta las células del receptor para que comiencen a producir la proteína codificada en el sitio de la implantación.

## Vectores en terapia génica
La gran diversidad de situaciones en las que podría aplicarse la terapia génica hace imposible la existencia de un solo tipo de vector adecuado. Sin embargo, pueden definirse las siguientes características para un "vector ideal" y adaptarlas luego a situaciones concretas:
- Que sea reproducible.
- Que sea estable.
- Que permita la inserción de material genético sin límite de tamaño.
- Que permita la transducción tanto en células en división como en aquellas que no están proliferando.
- Que posibilite la integración del gen terapéutico en un sitio específico del genoma.
- Que se integre una vez por célula, para poder controlar la dosis.
- Que reconozca y actúe sobre células específicas.
- Que la expresión del gen terapéutico pueda ser regulada.
- Que carezca de elementos que induzcan una respuesta inmune.
- Que pueda ser caracterizado completamente.
- Que sea inocuo o que sus posibles efectos secundarios sean mínimos.
- Que sea fácil de producir y almacenar.
- Que todo el proceso de su desarrollo tenga un coste razonable.

Los vectores van a contener los elementos que queramos introducir al paciente, que no van a ser solo los genes funcionales, sino también elementos necesarios para su expresión y regulación, como pueden ser promotores, potenciadores o secuencias específicas que permitan su control bajo ciertas condiciones.
Podemos distinguir dos categorías principales en vectores usados en terapia génica: virales y no virales.

### Virus
Todos los virus son capaces de introducir su material genético en la célula huésped como parte de su ciclo de replicación. Gracias a ello, pueden producir más copias de sí mismos, e infectar a otras células.
Algunos tipos de virus insertan sus genes físicamente en el genoma del huésped, otros pasan por varios orgánulos celulares en su ciclo de infección y otros se replican directamente en el citoplasma, por lo que en función de la terapia a realizar nos puede interesar uno u otro.
Algo común a la mayoría de estrategias con virus es la necesidad de usar líneas celulares "empaquetadoras" o virus helpers, que porten los genes que les eliminamos a nuestros vectores y que permiten la infección.

### Retrovirus
El genoma de los retrovirus está constituido por ARN de cadena sencilla, en el cual se distinguen tres zonas claramente definidas: una intermedia con genes estructurales, y dos flanqueantes con genes y estructuras reguladoras. Cuando un retrovirus infecta a una célula huésped, introduce su ARN junto con algunas enzimas que se encuentran en la matriz, concretamente una proteasa, una transcriptasa inversa y una integrasa.
La acción de la retrotranscriptasa permite la síntesis del ADN genómico del virus a partir del ARN. A continuación, la integrasa introduce este ADN en el genoma del huésped. A partir de este punto, el virus puede permanecer latente o puede activar la replicación masivamente.
Para usar los retrovirus como vectores víricos para terapia génica inicialmente se eliminaron los genes responsables de su replicación y se reemplazaron estas regiones por el gen a introducir seguido de un gen marcador.
Del genoma vírico quedaban las secuencias LTR; y los elementos necesarios para producir los vectores a gran escala y para transformar las células son aportados desde otros vectores, bien plasmídicos o bien en líneas celulares específicas. En el caso de usar vectores plasmídicos, estrategias como cotransformar con varios plásmidos distintos que codifiquen para las proteínas del retrovirus, y que la transcripción de sus secuencias esté sometida a promotores eucariotas puede contribuir a minimizar el riesgo de que por recombinación se generen virus recombinantes.
Actualmente se buscan estrategias como la anterior para conseguir una mayor seguridad en el proceso. La adición de colas de poliadenina al transgén para evitar la transcripción de la segunda secuencia LTR es un ejemplo de esto.[cita requerida]
Los retrovirus como vector en terapia génica presentan un inconveniente considerable, y es que la enzima integrasa puede insertar el material genético en cualquier zona del genoma del huésped, pudiendo causar efectos deletéreos como la modificación en el patrón de la expresión (efecto posicional) o la mutagénesis de un gen silvestre por inserción.
Ensayos de terapia génica utilizando vectores retrovirales para tratar la inmunodeficiencia combinada grave ligada al cromosoma X (X-SCID) representan la aplicación más exitosa de la terapia hasta la fecha. Así, más de veinte pacientes han sido tratado en Francia y Gran Bretaña, con una alta tasa de reconstitución del sistema inmunitario. Sin embargo, ensayos similares fueron restringidos en los Estados Unidos cuando se informó de la aparición de leucemia en pacientes.[cita requerida] Hasta hoy se conocen cuatro casos de niños franceses y uno británico que han desarrollado leucemia como resultado de mutagénesis por inserción de los vectores retrovirales, y todos menos uno de estos niños respondieron bien al tratamiento convencional contra la leucemia. [cita requerida] En la actualidad, la terapia génica para tratar SCID continúa siendo exitosa en Estados Unidos, Gran Bretaña, Italia y Japón.[cita requerida]

### Adenovirus
Los adenovirus presentan un genoma de ADN bicatenario, y no integran su genoma cuando infectan a la célula huésped, sino que la molécula de ADN permanece libre en el núcleo celular y se transcribe de forma independiente. Esto supone que el efecto posicional o la mutagénesis por inserción no se dan en estos vectores, lo cual no quiere decir que no tengan otros inconvenientes. Además, debido al hecho de que en su ciclo natural se introducen en el núcleo de la célula, pueden infectar tanto células en división como células quiescentes.
A los vectores de primera generación se les eliminó parte del gen E1, básica para la replicación, y a los de 2.ª, se les eliminaron otros genes tempranos en el ciclo del virus. En ambos casos, cuando se realiza una infección con una concentración elevada de virus, se produce la expresión de otros genes que provocan una respuesta inmune considerable.
Por ello, los últimos vectores basados en adenovirus prácticamente han sido desprovistos de la mayor parte de sus genes, con la excepción de las regiones ITR (regiones repetidas de forma invertida), y la zona necesaria para la encapsidación.

### Virus Adenoasociados (AAV)
Los AAV son virus pequeños con un genoma de ADN monocatenario. Pueden integrarse específicamente en el cromosoma 19 con una alta probabilidad. Sin embargo, el VAA recombinante que se usa como vector y que no contiene ningún gen viral, solo el gen terapéutico, no se integra en el genoma. En su lugar, el genoma vírico recombinante fusiona sus extremos a través del ITR (repeticiones terminales invertidas), apareciendo recombinación de la forma circular y episomal que se predice que pueden ser la causa de la expresión génica a largo plazo.
Las desventajas de los sistemas basados en AAV radican principalmente en la limitación del tamaño de DNA recombinante que podemos usar, que es muy poco, dado el tamaño del virus. También el proceso de producción e infección resultan bastante complejos. No obstante, como se trata de un virus no patógeno en la mayoría de los pacientes tratados no aparecen respuestas inmunes para eliminar el virus ni las células con las que han sido tratados.
Muchos ensayos con VAA están en curso o en preparación, principalmente en el tratamiento de músculos y enfermedades oculares, los dos tejidos donde el virus parece ser particularmente útil.[cita requerida] Sin embargo, se están comenzando a realizar pruebas clínicas, donde vectores basados en el VAA son utilizados para introducir los genes en el cerebro.[cita requerida] Esto es posible porque VAA pueden infectar células que no están en estado de división, tales como las neuronas.

### Herpes virus
Los herpesvirus son virus de ADN capaces de establecer latencia en sus células huésped. Son complejos genéticamente hablando, pero para su uso como vectores tienen la ventaja de poder incorporar fragmentos de DNA exógeno de gran tamaño (hasta unas 30 kb). Además, aunque su ciclo lítico lo realizan en el lugar de infección, establecen la latencia en neuronas, las cuales están implicadas en numerosas enfermedades del sistema nervioso, y son por ello dianas de gran interés.
Los vectores herpesvíricos puestos en marcha han usado dos estrategias principales:
- La recombinación homóloga entre el genoma del virus completo y el contenido en un plásmido que llevaba el transgén en la zona que codifica para genes no esenciales en lo que se refiere a replicación e infección.

- El uso de vectores con orígenes de replicación del virus así como las correspondientes secuencias de empaquetamiento, y su introducción en estirpes celulares bien coinfectadas con virus silvestres o bien portadoras del resto de genes del mismo implicados en la encapsidación y replicación, para permitir la formación de partículas virales recombinantes con las que realizar el tratamiento.

No obstante, el uso de vectores basados en el HSV (virus del herpes simple), solo puede llevarse a cabo en pacientes que no hayan sido infectados previamente por él, pues pueden presentar inmunidad.

### Proteína "pseudotyping" de vectores virales
Los vectores virales descritos anteriormente tienen poblaciones naturales de células huésped que ellos infectan de manera eficiente. Sin embargo, algunos tipos celulares no son sensibles a la infección por estos virus.
La entrada del virus a la célula está mediada por proteínas de su superficie externa (que pueden formar parte de una cápside o de una membrana). Estas proteínas interaccionan con receptores celulares que pueden inducir cambios estructurales en el virus y contribuir a su entrada en la célula por endocitosis.
En cualquier caso, la entrada en las células huésped requiere una interacción favorable entre una proteína de la superficie del virus, y una proteína de la superficie de la célula. Según la finalidad de una determinada terapia génica, se podría limitar o expandir el rango de células susceptibles a la infección por un vector. Por ello, se han desarrollado vectores conocidos como "pseudotyped", en los cuales la cubierta vírica de proteínas silvestre ha sido remplazada por péptidos de otros virus, o por proteínas quiméricas, que constan de las partes de la proteína vírica necesarias para su incorporación en el virión, así como las secuencias que supuestamente a interaccionar con receptores específicos de proteínas celulares.
Por ejemplo, el vector retrovírico más popular para el uso en pruebas de terapia génica ha sido el virus de la inmunodeficiencia en simios revestido con la cubierta de proteínas G del virus de la estomatitis vesicular. Este vector se conoce como VSV y puede infectar a casi todas las células, gracias a la proteína G con la cual este vector es revestido.[cita requerida]
Se ha intentado en numerosas ocasiones limitar el tropismo (capacidad de infectar a muchas células) de los vectores virales. Este avance podría permitir la administración sistemática de una cantidad relativamente pequeña del vector. La mayoría de los intentos han utilizado proteínas quiméricas para la envuelta, las cuales incluían fragmentos de anticuerpos.

### Métodos no virales
Estos métodos presentan ciertas ventajas sobre los métodos virales, tales como facilidades de producción a gran escala y baja inmunogenicidad. Anteriormente, los bajos niveles de transfección y expresión del gen mantenían a los métodos no virales en una situación menos ventajosa; sin embargo, los recientes avances en la tecnología de vectores han producido moléculas y técnicas de transfección con eficiencias similares a las de los virus.

#### ADN complejo
Éste es el método más simple de la transfección no viral. Consiste en la aplicación localizada de, por ejemplo, un plásmido con ADN desnudo. Varios de estos ensayos dieron resultados exitosos. Sin embargo, la expresión ha sido muy baja en comparación con otros métodos de transformación. Además de los ensayos con plásmidos, se han realizado ensayos con productos de PCR, y se ha obtenido un éxito similar o superior. Este logro, sin embargo, no supera a otros métodos, lo que ha llevado a una investigación con métodos más eficientes de transformación, tales como la electroporación, la sonicación, o el uso de la biobalística, que consiste en disparar partículas de oro recubiertas de ADN hacia las células utilizando altas presiones de gas.

#### Oligonucleótidos
El uso de oligonucleótidos sintéticos en la terapia génica tiene como objetivo la inactivación de los genes implicados en el proceso de la enfermedad.
Existen varias estrategias para el tratamiento con oligonucleótidos
Una estrategia, la terapia "antisentido" utiliza oligonucleótidos con la secuencia complementaria al RNAm del gen diana, lo que activa un mecanismo de silenciamiento génico. También se puede usar para alterar la transcripción del gen defectuoso, modificando por ejemplo su patrón de edición de intrones y exones.
También se hace uso de moléculas pequeñas de RNAi para activar un mecanismo de silenciamiento génico similar al de la terapia antisentido
Otra posibilidad es utilizar oligodesoxinucleótidos como un señuelo para los factores que se requieren en la activación de la transcripción de los genes diana. Los factores de transcripción se unen a los señuelos en lugar de al promotor del gen defectuoso, lo que reduce expresión de los genes diana.
Además, oligonucleótidos de ADN monocatenario han sido utilizados para dirigir el cambio de una única base dentro de la secuencia de un gen mutante.
Al igual que los métodos de ADN desnudo, requieren de técnicas de transformación para introducirse en la célula.

### Cromosomas artificiales
La creación de cromosomas humanos artificiales (HACs) estables es una de las posibilidades que se baraja en la actualidad como una de las formas de introducir ADN permanentemente en células somáticas para el tratamiento de enfermedades mediante el uso de la terapia génica. Presentan una elevada estabilidad, además de permitir introducir grandes cantidades de información genética.

#### Lipoplexes y poliplexes
El vector de ADN puede ser cubierto por lípidos formando una estructura organizada, como una micela o un liposoma. Cuando la estructura organizada forma un complejo con el ADN entonces se denomina lipoplexe.
Hay tres tipos de lípidos: aniónicos, neutros, o catiónicos. Inicialmente, lípidos aniónicos y neutros eran utilizados en la construcción de lipoplexes para vectores sintéticos. Sin embargo, estos son relativamente tóxicos, incompatibles con fluidos corporales y presentan la posibilidad de adaptarse a permanecer en un tejido específico. Además, son complejos y requieren tiempo para producirlos, por lo que la atención se dirigió a las versiones catiónicas. Éstos, debido a su carga positiva, interaccionan con el ADN, que presenta carga negativa, de tal forma que facilita la encapsulación del ADN en liposomas. Más tarde, se constató que el uso de lípidos catiónicos mejoraba la estabilidad de los lipoplexes. Además, como resultado de su carga, los liposomas catiónicos interactúan también con la membrana celular, y se cree que la endocitosis es la principal vía por la que las células absorben los lipoplexes.
Los endosomas se forman como resultado de la endocitosis. Sin embargo, si los genes no pueden liberarse al citoplasma por rotura de la membrana del endosoma, los liposomas y el ADN contenido serán destruidos. La eficiencia de ese "escape endosomal" en el caso de liposomas constituidos solo por lípidos catiónicos es baja. Sin embargo, cuando “lípidos de ayuda” (normalmente lípidos electroneutrales, tales como DOPE) son añadidos, la eficacia es bastante mayor. Además, ciertos lípidos (lípidos fusogénicos) tienen la capacidad de desestabilizar la membrana del endosoma. El uso de ciertos compuestos químicos, como la cloroquina, permite al ADN exógeno escapar del lisosoma, si bien deben usarse con precaución, ya que es tóxico y debe usarse en dosis pequeñas para no afectar a la célula diana de transfección.
No obstante, los lípidos catiónicos presentan efectos tóxicos dependientes de dosis, lo que limita la cantidad que de ellos se puede usar y por tanto la terapia en sí.
El uso más común de los lipoplexes es la transferencia de genes en células cancerosas, donde los genes suministrados activan genes supresores del tumor en la célula y disminuyen la actividad de los oncogenes.
Estudios recientes han mostrado que lipoplexes son útiles en las células epiteliales del sistema respiratorio, por lo que pueden ser utilizados para el tratamiento genético de las enfermedades respiratorias como la fibrosis quística.
Los complejos de polímeros de ADN se denominan poliplexes y la mayoría consisten en polímeros catiónicos, regulados por interacciones iónicas.
Una gran diferencia entre los métodos de acción de poliplexes y lipoplexes es que algunos poliplexes no pueden liberar su ADN cargado al citoplasma, por lo que requieren de la contransfección con agentes que contribuyan a la liss del endosoma. Existen otros elementos formadores de poliplexes, como el quitosano o la polietilamina, que si son capaces de liberarse del endosoma.

### Métodos híbridos
Debido a las deficiencias de muchos de los sistemas de transferencia génica se han desarrollado algunos métodos híbridos que combinan dos o más técnicas. Los virosomas son un ejemplo, y combinan liposomas con el virus inactivado VIH o el virus de la gripe.

### Dendrímeros
Un dendrímero es una macromolécula muy ramificada con forma esférica o variable. Su superficie puede ser funcional de muchas formas y de ésta derivan muchas de sus propiedades. Además, su tamaño, —en la escala nano—, permite su uso en biomedicina.
En particular, es posible construir un dendrímero catiónico, es decir, con carga superficial positiva. De esta forma, interacciona con el ácido nucleico, cargado negativamente, y forma un complejo que puede entrar por endocitosis en la célula. Esto es útil en terapia génica, para introducir genes exógenos.
Los costes de producción son elevados, pero se están desarrollando técnicas que permiten abaratarlo, puesto que se trata de una técnica con una toxicidad muy baja, y su principal desventaja es a nivel productivo.

## Células diana
Las células diana se seleccionan en función del tipo de tejido en el que deba expresarse el gen introducido, y deben ser además células con una vida media larga, puesto que no tiene sentido transformar células que vayan a morir a los pocos días. Igualmente, se debe tener en cuenta si la diana celular es una célula en división o quiescente, porque determinados vectores virales, como los retrovirus, solo infectan a células en división.
En función de estas consideraciones, las células diana ideales serían las células madre, puesto que la inserción de un gen en ellas produciría un efecto a largo plazo. Debido a la experiencia en trasplante de médula ósea, una de las dianas celulares más trabajadas son las células madre hematopoyéticas. La terapia génica en estas células es técnicamente posible y es un tejido muy adecuado para la transferencia ex vivo. Otras dianas celulares con las que se ha trabajado son:
- Linfocitos: son células de larga vida media y fácil acceso (se encuentran en la sangre periférica). Constituyen un blanco para terapias ex vivo de melanomas e inmunodeficiencias.
- Epitelio respiratorio: son células de división muy lenta y en ellas no es posible la transferencia ex vivo, pero sí su transformación mediante adenovirus y lipoplexes.
- Hepatocitos: su transformación en posible tanto ex vivo (es factible cultivar las células y trasplantarlas por la circulación portal) como in vivo (se están desarrollando receptores proteicos específicos de hepatocitos).
- Fibroblastos dérmicos: son células de fácil acceso y cultivo, y pueden transformarse tanto ex vivo como in vivo, pero suelen tener efectos transitorios.
- Células musculares: pueden transformarse mediante inyección in vivo de ADN y también mediante adenovirus, pero con un éxito muy limitado en este último caso.

## Principales acontecimientos en el desarrollo de la terapia génica

### 2002 y anteriores
La terapia génica apareció a partir de la década de 1970 para intentar tratar y paliar enfermedades de carácter genético y se dieron las primeras pruebas con virus, las cuales fracasaron. Años más tarde, en la década de 1980, se intentó tratar la talasemia usando betaglobina. En este caso fue un éxito en modelos animales aunque no se pudo usar en humanos.
En 1990, W. French Anderson propone el uso de células de médula ósea tratadas con un vector retroviral que porta una copia correcta del gen que codifica para la enzima adenosina desaminasa, la cual se encuentra mutada. Es una enfermedad que forma parte del grupo de las inmunodeficiencias severas combinadas (SCID). Realizó la transformación ex-vivo con los linfocitos T del paciente, que luego se volvieron a introducir en su cuerpo. Cinco años más tarde, publicaron los resultados de la terapia, que contribuyó a que la comunidad científica y la sociedad consideraran las posibilidades de esta técnica.
No obstante, el apoyo a la terapia fue cuestionado cuando algunos niños tratados para SCID desarrollaron leucemia. Las pruebas clínicas se interrumpieron temporalmente en el 2002, a causa del impacto que supuso el caso de Jesse Gelsinger, la primera persona reconocida públicamente como fallecida a causa de la terapia génica. Su muerte se debió al uso del vector adenoviral para la transducción del gen necesario para tratar su enfermedad, lo cual causó una excesiva respuesta inmune, con un fallo multiorgánico y muerte cerebral. Existe una bibliografía numerosa sobre el tema, y es destacable el informe que la FDA emitió señalando el conflicto de intereses de algunos de los médicos implicados en el caso así como los fallos en el procedimiento. En el año 2002, cuatro ensayos en marcha de terapia génica se paralizaron al desarrollarse en un niño tratado una enfermedad similar a la leucemia. Posteriormente, tras una revisión de los procedimientos, se reanudaron los proyectos en marcha.

### 2003
Un equipo de investigadores de la Universidad de California, en Los Ángeles, insertó genes en un cerebro utilizando liposomas recubiertos de un polímero llamado polietilenglicol (PEG). La transferencia de genes en este órgano es un logro significativo porque los vectores virales son demasiado grandes para cruzar la barrera hematoencefálica. Este método tiene el potencial para el tratamiento de la enfermedad del Parkinson.
También en ese año se planteó la interferencia por ARN para tratar la enfermedad de Huntington.

### 2006
Científicos del NIH tratan exitosamente un melanoma metastásico en dos pacientes, utilizando células T para atacar a las células cancerosas. Este estudio constituye la primera demostración de que la terapia génica puede ser efectivamente un tratamiento contra el cáncer.
En marzo de 2006, un grupo internacional de científicos anunció el uso exitoso de la terapia génica para el tratamiento de dos pacientes adultos contagiados por una enfermedad que afecta a las células mieloides. El estudio, publicado en Nature Medicine, es pionero en mostrar que la terapia génica puede curar enfermedades del sistema mieloide.
En mayo de 2006, un equipo de científicos dirigidos por el Dr. Luigi Naldini y el Dr. Brian Brown del Instituto de San Raffaele Telethon para la Terapia Génica (HSR-TIGET) en Milán, informaron del desarrollo de una forma de prevenir que el sistema inmune pueda rechazar la entrada de genes. Los investigadores del Dr. Naldini observaron que se podía utilizar la función natural de los microRNA para desactivar selectivamente los genes terapéuticos en las células del sistema inmunológico. Este trabajo tiene implicaciones importantes para el tratamiento de la hemofilia y otras enfermedades genéticas.
En noviembre del mismo año, Preston Nix de la Universidad de Pensilvania informó sobre VRX496, una inmunoterapia para el tratamiento del HIV que utiliza un vector lentiviral para transportar un DNA antisentido contra la envuelta del HIV. Fue la primera terapia con un vector lentiviral aprobada por la FDA para ensayos clínicos. Los datos de la fase I/II ya están disponibles.

### 2007
El 1 de mayo de 2007, el hospital Moorfields Eye y la universidad College London´s Institute of Ophthalmology, un año después el Hospital de Niños de Filadelfia anunciaron el primer ensayo de terapia génica para la enfermedad hereditaria de retina. La primera operación (en Inglaterra) se llevó a cabo en un varón británico de 23 años de edad, Robert Johnson, a principios de este año. Mientras que en Filadelfia Corey Haas fue el primer niño en obtener este tipo de terapéutica. La Amaurosis congénita de Leber es una enfermedad hereditaria que causa la ceguera por mutaciones en el gen RPE65. Los resultados de la Moorfields/UCL se publicaron en New England Journal of Medicine. Se investigó la transfección subretiniana por el virus recombinante adeno-asociado llevando el gen RPE65, y se encontraron resultados positivos. Los pacientes mostraron incremento de la visión, y no se presentaron efectos secundarios aparentes. Los ensayos clínicos de esta terapia se encuentran en fase II.
Una de las etapas a realizar es la determinación del tipo molecular que atañe a cada enfermedad (o http://es.wikipedia.org/wiki/Distrofias_de_la_retina).

### 2008
Investigadores de la Universidad de Míchigan en Ann Arbor (Estados Unidos) desarrollaron una terapia genética que ralentiza y recupera las encías ante el avance de la enfermedad periodontal, la principal causa de pérdida de dientes en adultos. Los investigadores descubrieron una forma de ayudar a ciertas células utilizando un virus inactivado para producir más cantidad de una proteína denominada receptor TNF. Este factor se encuentra en bajas cantidades en los pacientes con periodontitis. La proteína administrada permite disminuir los niveles excesivos de TNF, un compuesto que empeora la destrucción ósea inflamatoria en pacientes que sufren de artritis, deterioro articular y periodontitis. Los resultados del trabajo mostraron que entre el 60 y el 80 por ciento de los tejidos periodontales se libraban de la destrucción al utilizar la terapia génica.[cita requerida]

### 2009
En septiembre de 2009, se publicó en Nature que unos investigadores de la Universidad de Washington y la Universidad de Florida fueron capaces de proporcionar visión tricromática a monos ardilla usando terapia génica.
En noviembre de ese mismo año, la revista Science publicó resultados alentadores sobre el uso de terapia génica en una enfermedad muy grave del cerebro, la adrenoleucodistrofia, usando un vector retroviral para el tratamiento.

### 2012
El 2 de noviembre la Comisión Europea autorizó a Glybera, una empresa alemana(Ámsterdam), a lanzar un tratamiento para un extraño desorden genético —la deficiencia de lipoproteinlipasa(LPL)—.

## Enfermedades y terapia génica
Son numerosas las enfermedades objeto de la terapia génica, siendo las más características las tratadas a continuación:

### Hemofilia A
Valoctocogén roxaparvovec es una terapia génica indicada en el tratamiento de la hemofilia A grave. Su uso fue aprobado por la Agencia Europea de Medicamentos en agosto de 2022 y por la Administración de Alimentos y Medicamentos de Estados Unidos (FDA) en junio de 2023.

### Anemia de células falciformes
Exagamglogene autotemcel es una terapia génica indicada en el tratamiento de la anemia de células falciformes grave. Se comercializa con el nombre Casgevy. Su uso fue aprobado por la Administración de Alimentos y Medicamentos de Estados Unidos (FDA) en diciembre de 2023 y por la Agencia Europea de Medicamentos en febrero de 2024.

### ADA
El primer protocolo clínico aprobado por la FDA para el uso de la terapia génica fue el utilizado en el tratamiento de la deficiencia en adenosín deaminasa (ADA) que provoca un trastorno de la inmunidad, en 1990. En estos pacientes no se ha podido retirar el tratamiento enzimático exógeno necesario para su supervivencia, sino solo disminuirlo a la mitad y se ha detectado la persistencia en la expresión del gen aun después de cuatro años de iniciado el protocolo. Aunque no se haya logrado la completa curación de los pacientes (que consistiría en retirar todo el aporte enzimático exógeno) este constituye un hecho inédito en la historia terapéutica.
En 2009 se hace un nuevo experimento en el que extraen células hematopoyéticas de la médula ósea para la introducción del gen ADA ex vivo mediante un retrovirus modificado (GIADA). Las células modificadas se vuelven a introducir en el paciente. Los resultados de este experimento fueron exitosos porque ninguno de los pacientes desarrollo leucemia (como si había ocurrido con el empleo de retrovirus). Además, todos los pacientes desarrollaron una expresión correcta del gen ADA durante los años de seguimiento que se les hizo y consiguieron un aumento de células sanguíneas. De esta manera 8 de los nueve pacientes no necesita tratamiento enzimático exógeno para complementar la terapia génica.

### Cáncer
El tratamiento del cáncer hasta el momento ha implicado la destrucción de las células cancerosas con agentes quimioterapéuticos, radiación o cirugía. Sin embargo, la terapia génica es otra estrategia que en algunos casos ha logrado que el tamaño de tumores sólidos disminuya en un porcentaje significativo. Los principales métodos que utiliza la terapia génica en el cáncer son:
1. Aumento de la respuesta inmune celular antitumoral (terapia inmunogénica). Está basada en la habilidad del sistema inmune para atacar contra el cáncer. Para ello, se introducen antígenos en células tumorales permitiendo que las células inmunes puedan reconocer a las células tumorales. Así, se puede transformar las células tumorales con la proteína CD80, glicoproteína de membrana de células presentadoras de antígenos que se une a linfocitos T potenciando la respuesta inmune.
2. Introducción de genes activadores de drogas dentro de las células tumorales o terapia de genes suicidas. Consiste en la introducción selectiva de genes en células tumorales y no en las demás, que codifican para la susceptibilidad a drogas que de otra manera no serían tóxicas. Esto lleva a la inserción de enzimas; como por ejemplo HSV-tk [Herpex simplex virus timidina kinasa]) y citosina desaminasa, que son enzimas inofensivas para las células de mamíferos y convierten prodrogas (vg ganciclovir y 5-fluorocitosina) en metabolitos citotóxicos que destruyen a las células tumorales en proliferación.
3. Normalización del ciclo celular. Consiste en la inactivación de oncogenes mutados, como el ras, o en la reexpresión de antioncogenes o genes supresores de tumor inactivos como el p53. Se han llevado a cabo ensayos clínicos en los que se inyecta en células tumorales retrovirus que expresan p53. El problema es que se necesitan grandes cantidades de virus para tratar los tumores muy extendidos y los retrovirus presentan una baja eficiencia de trasfección.
4. Manipulación de las células de la médula ósea. Es utilizada principalmente en la terapia génica de desórdenes hematológicos, y consiste en transferir a las células progenitoras hematopoyéticas genes de quimioprotección o de quimiosensibilización, entre otros. Este es el caso del gen MDR1 estudiado en el cáncer de mama que, trasplantado en células precursora de linfocitos T y NKs ( células CD34 positivas), hace que las células transfectadas sean más resistentes a altas dosis de quimioterapia.
5. Uso de ribozimas y tecnología antisentido o "antisense". Las ribozimas son ARN con actividad catalítica que actuarían incrementando la degradación del ARN recién traducido, disminuyendo proteínas específicas no deseadas, factor que a veces se asocia a alteraciones tumorales. La tecnología antisentido se refiere a oligonucleótidos de ARN que no tienen actividad catalítica, sino que son complementarios a una secuencia génica y que pueden actuar bloqueando el procesamiento del RNA, impidiendo el transporte del mRNA o bloqueando el inicio de la traducción.
6. Terapia CAR-T. Este tipo de terapia es reciente y consiste en la extracción de Linfocitos T del paciente a tratar, la modificación genética de los mismos y, la posterior introducción de los Linfocitos T modificados en el organismo del paciente. De esta manera, los Linfocitos T modificados son capaces de atacar a Linfocitos B malignos. En algunos tipos de Leucemias o Linfomas puede ocurrir que Linfocitos B se vuelvan malignos o tumorales debido a la expresión de un antígeno en superficie conocido como CD19. Los Linfocitos T son incapaces de destruir estos Linfocitos B malignos porque no los reconocen. Tras extraer y modificar los Linfocitos T del paciente mediante esta novedosa técnica, los Linfocitos T modificados serán capaces de reconocer a los Linfocitos B malignos y, por tanto, destruirlos frenando el avance del proceso tumoral. Hospitales como el Gregorio Marañón y 12 de Octubre en Madrid o Sant Joan de Déu en Barcelona, han comenzado a poner en práctica este tipo de terapia.[31]

### Síndrome de Wiskott-Aldrich (WAS)
El síndrome de Wiskott-Aldrich (WAS) es una enfermedad recesiva ligada al cromosoma X caracterizada por eczema, trombocitopenia, infecciones recurrentes, inmunodeficiencia así como una gran tendencia a los linfomas y a las enfermedades autoinmunes. La mayoría de los que padecen este síndrome sufren una muerte prematura debido a una infección, hemorragia, cáncer o anemia grave autoinmune. Actualmente, se han realizado tratamientos eficaces en pacientes con el síndrome de Wiskott-Aldrich por medio de trasplantes de médula ósea o sangre del cordón umbilical de un donante HLA idéntico o compatible.
En 2010 se publica un estudio que muestra importante mejoras en dos niños diagnosticados con la enfermedad. La terapia consistió en extraer las células madre hematopoyéticas y volvérselas a trasferir tras integrarles el gen WAS en el genoma. Tras la terapia génica, detectaron niveles significativos de la proteína WASP en las diferentes células del sistema inmune de los pacientes. El resultado fue que los pacientes tuvieron varias mejoras significativas: uno de ellos se recuperó por completo de la anemia autoinmune y el otro paciente redujo el eczema que sufría.

### Beta Talasemia
La β-talasemia es una enfermedad genética con mutaciones en el gen de la β-globulina que reduce o bloquea la producción de esta proteína. Los pacientes con esta enfermedad padecen anemia severa y requieren trasfusiones de sangre a lo largo de toda su vida. La terapia génica tiene como objetivo sanar las células madre de la médula ósea mediante la transferencia de la β-globina normal o gen de β-globina en células madre hematopoyéticas (CMH) para producir de forma permanente los glóbulos rojos normales. Para llevarlo a cabo se pretende emplear lentivirus porque varios estudios muestran la corrección de la β-talasemia en modelos animales. Los objetivos de la terapia génica con esta enfermedad son: optimizar la transferencia de genes, la introducción de una gran cantidad de CMH modificadas genéticamente y reducir al mínimo las consecuencias negativas que pueden derivarse de la integración al azar de los vectores en el genoma.

## Problemas de la terapia génica y de sus aplicaciones
Un concepto muy importante del que radican algunos aspectos de la seguridad de la terapia génica es el de la barrera Weismann. Se refiere al hecho de que la información hereditaria solo va de células germinales a células somáticas, y no al revés.
La terapia génica en células germinales es mucho más controvertida que en células somáticas, pero aun así, si la barrera Weismann fuera permeable a algún intercambio de información, como algunos autores señalan, incluso la terapia en células somáticas podría tener problemas éticos y de seguridad que antes no habrían sido considerados. Este tipo de aspectos a tener en cuenta se recogen en la Declaración Universal sobre el Genoma Humano.
La naturaleza de la propia terapia génica y sus vectores, implica que en muchas ocasiones los pacientes deben repetir la terapia cada cierto tiempo porque ésta no es estable y su expresión es temporal.
La respuesta inmune del organismo ante un agente extraño como un virus o una secuencia de ADN exógena. Además, esta respuesta se refuerza en las sucesivas aplicaciones de un mismo agente.
Problemas relacionados con los vectores virales. Podrían contaminarse tanto por sustancias químicas como por virus con capacidad de generar la enfermedad. Implican también riesgos de respuesta inmune.
Trastornos multigénicos: representan un reto muy grande para este tipo de terapia, ya que se trata de enfermedades cuyo origen reside en mutaciones en varios genes, y aplicar el tratamiento se encontraría con las dificultades clásicas de la terapia multiplicadas por el número de genes a tratar.
Posibilidad de inducir un tumor por mutagénesis. Esto puede ocurrir si el ADN se integra por ejemplo en un gen supresor tumoral. Se ha dado este caso en los ensayos clínicos para SCID ligada al cromosoma X, en los cuales 3 de 20 pacientes desarrollaron leucemia.

## Terapia génica en otros animales
El primer ejemplo de terapia génica en mamíferos fue la corrección de la deficiencia en la producción de la hormona del crecimiento en ratones. La mutación recesiva little (lit) produce ratones enanos. A pesar de que estos presentan un gen de la hormona del crecimiento aparentemente normal, no producen mARN a partir de este gen.
El primer paso en la corrección del defecto consistió en la inyección de cinco mil copias de un fragmento de ADN lineal portador de la región estructural del gen de la hormona del crecimiento de la rata fusionado al promotor del gen de la metalotioneína de ratón, en huevos lit. La función normal de la metalotioneína es la destoxificación de los metales pesados, por lo que la región reguladora responde a la presencia de metales pesados en el animal. Los huevos inyectados fueron implantados en hembras. El 1% de los ratones de la descendencia resultaron ser transgénicos, y alcanzaron mayor tamaño.
Se ha creado una tecnología similar para generar variedades transgénicas de salmón del Pacífico con una tasa rápida de crecimiento y, los resultados han sido espectaculares. Se microinyectó en huevos de salmón un plásmido portador del gen de la hormona del crecimiento regulado por el promotor de la metalotioneína y una pequeña porción de peces resultantes fueron transgénicos, pesando once veces más que los no transgénicos.

## Terapia génica en la cultura popular
En series de televisión como Dark Angel, el tema de la terapia génica se menciona como una de las prácticas realizadas en niños transgénicos y sus madres. También en la serie Alias, aparece la terapia génica molecular como explicación a dos individuos idénticos.
Es un elemento fundamental en la trama de videojuegos como Bioshock o Metal Gear Solid, y desempeña un papel importante en la trama de películas como Die Another Day, de James Bond o Soy leyenda de Will Smith, The Bourne Legacy, entre otras muchas.